# Władysław Borzobohaty
Władysław Borzobohaty (ur. 23 kwietnia 1831 w Rutce, zm. 28 marca 1886 w Lubieszowie) – polski lekarz, powstaniec styczniowy.

## Życiorys
Syn Konstantego herbu Jelita (1811–1845) i Julii z Tuhanowskich (1812–1880). Miał młodszych braci Józefa (1832-1865), Bolesława (1833–?), Stanisława (1834-?), Ignacego (1835-?), Antoniego (1836–1900) i Franciszka (1838-1895). Uczył się w gimnazjum w Mińsku a potem studiował medycynę na Uniwersytecie Moskiewskim. Po ukończeniu studiów prowadził praktykę w Nowogródku. W 1863 był jednym z głównych organizatorów powstania w Nowogródku, za działalność tę skazany zaocznie na śmierć. Od 1865 na emigracji we Włoszech, a potem w Paryżu. Brał udział w wojnie francusko-pruskiej. Uczestnik Komuny Paryskiej. Od 1872 w Krakowie, w 1874 na Litwie, gdzie został aresztowany. Skazany na zesłanie do Archangielska, potem do Warnawina. Po dziesięciu latach zezwolono mu na powrót do kraju.
Żonaty z Fanny Strudel de Belmont, mieli bliźnięta Weronikę (ur. 1860 zm. 17 lipca 1953) i Władysława (ur. 1860).